# Улица Гикало (Владикавказ)
Улица Гикало — улица во Владикавказе, Северная Осетия, Россия. Улица располагается в Затеречном муниципальном округе Владикавказа между улицами Коцоева и Заурбека Калоева. Начинается от улицы Калоева. Улицу пересекают улицы Ардонская, проспект Коста, улицы Спартака и Карла Маркса. С чётной стороны улицы Гикало начинается улица Средняя.

## История
Улица названа в честь советского государственного и партийного деятеля Николая Гикало.
Улица образовалась в середине XIX века и впервые была отмечена как улица Водовозная на карте «Кавказского края», которая издавалась в 60 — 70-е годы XIX века. Упоминается под этим же названием в Перечне улиц, площадей и переулков от 1925 года.
С 25 октября 1922 года до 5 марта 1938 года во Владикавказе существовала улица Гикало (в настоящее время — улица Некрасова).
С 1974 года отмечена на карте Орджоникидзе как улица Гикало.

## Достопримечательности
- д. 19/ улица Спартака, 6 — памятник истории, объект культурного наследия. Дом, где жил Герой Советского Союза Сергей Константинович Коблов[6].

## Примечание
1. ↑  Улица Гикало. Дата обращения: 26 декабря 2019. Архивировано 26 декабря 2019 года.
2. ↑  Торчинов В. А., Владикавказ., Краткий историко-краеведческий справочник, стр. 109
3. 1 2 3  Кадыков А. Н., Улицы, переулки, площади и проспекты г. Владикавказа: справочник, стр. 102
4. ↑  Торчинов В. А., Владикавказ., Краткий историко-краеведческий справочник, стр. 92
5. ↑  «Улицу, носившую имя ныне разоблачённого врага народа Гикало, переименовать в улицу Некрасова» Постановление Президиума Горсовета 7 — го созыва, протокол № 10, параграф 158, п. 1, см. Кадыков А. Н., Улицы, переулки, площади и проспекты г. Владикавказа: справочник, стр. 265.
6. ↑  Список выявленных объектов культурного наследия республики Северная Осетия — Алания от 10.05.2018. Дата обращения: 18 июня 2023. Архивировано из оригинала 11 декабря 2021 года.

## Источник
- Карта Кавказского края, издание картографического заведения А. Ильина, СПб, 60 — 70-е года XIX века.
- Владикавказ. Карта города, изд. РиК, Владикавказ, 2011
- Кадыков А. Н., Улицы, переулки, площади и проспекты г. Владикавказа: справочник, изд. Респект, Владикавказ, 2010, стр. 102, ISBN 978-5-905066-01-6
- Торчинов В. А., Владикавказ., Краткий историко-краеведческий справочник, Владикавказ, Северо-Осетинский научный центр, 1999, стр. 92, 94, 109, ISBN 5-93000-005-0